# کرس ویلیامز
کرس ویلیامز (انگلیسی: Cress Williams؛ زادهٔ ۲۶ ژوئیهٔ ۱۹۷۰) هنرپیشه اهل ایالات متحده آمریکا است. وی از سال ۱۹۹۰ میلادی تاکنون مشغول فعالیت بوده‌است.
از فیلم‌ها یا برنامه‌های تلویزیونی که وی در آن نقش داشته‌است می‌توان به ورونیکا مارس، دکتر هاوس، فرار از زندان، بورلی هیلز، ۹۰۲۱۰، فروافتاده، ۲ روز در دره، آناتومی گری، پرونده سرد، نسل نابودی، هرگز بوسیده نشده، دروغ نگو توپ و در چشمانت اشاره کرد.